# Verklista för Johan Helmich Roman
| I denna artikel     |
| används tonnamnen   |
| B♭ och H.           |
| Se olika skrivsätt. |

Den svenske professorn i musikvetenskap Ingmar Bengtsson katalogiserade Johan Helmich Romans instrumentala verk med BeRI-nummer. Förste bibliotekarien vid Statens musiksamlingar Anna Lena Holm katalogiserade den vokala musiken med HRV-nummer.
Förkortningen b.c. står för basso continuo (generalbas).

## BeRI-förteckningen (instrumentalverk)

### A. Orkestermusik

#### Sviter
- ”Golovinmusiken”, BeRI 1
- ”Drottningholmsmusiken”, BeRI 2
- [Svit] D-dur ("Lilla Drottningholmsmusiken"), BeRI 2,5
- Sinfonia/Svit E-dur, BeRI 3
- Svit (SvitSatser) F-dur, BeRI 4
- Ouvertyr [Svit] F-dur, BeRI 5
- Svit d-moll, BeRI 6
- Svit g-moll (”Sjukmans Musique”), BeRI 7
- Partita [Svit] c-moll, BeRI 8
- Svit/Sinfonia G-dur, BeRI 21
- Konsert [Svit] D-dur, BeRI 25
- [Svit] B♭-dur, BeRI 102
- [Svit] d-moll, BeRI 103

#### Sinfonior
- Sinfonia G-dur, BeRI 9
- Utkast till version av en sats, BeRI 9:2X
- Sinfonia F-dur, BeRI 10
- Sinfonia B♭-dur, BeRI 11
- Sinfonia D-dur, BeRI 12
- Sinfonia C-dur, BeRI 13
- Sinfonia D-dur, BeRI 14
- Sinfonia G-dur, BeRI 15
- Sinfonia A-dur, BeRI 16
- Sinfonia [Ouvertyr] F-dur, BeRI 17
- Sinfonia G-dur, BeRI 19
- Sinfonia e-moll, BeRI 22
- Sinfonia D-dur, BeRI 23
- Sinfonia D-dur, BeRI 24
- Sinfonia A-dur, BeRI 26
- Sinfonia d-moll, BeRI 27
- Sinfonia B♭-dur, BeRI 28
- Sinfonia/Ouvertyr B♭-dur, BeRI 29
- Sinfonia/Ouvertyr g-moll, BeRI 30
- Satser G-dur/e-moll (Utkast), BeRI 55

#### Ouvertyrer
- Ouvertyr till ”Festa musicale” (HRV 602) F-dur, BeRI 32 (1725)
- Sinfonia [Ouvertyr] till ”Freudige Bewillkommung” (HRV 603) D-dur, BeRI 33 (1726)
- Sinfonia [Ouvertyr] till ”Cantata zu einer Taffel Music” (HRV 601) D-dur, BeRI 34 (1727)
- Introduzzione [Ouvertyr] till Kantat (HRV 606) F-dur, BeRI 35 (1731)
- Ouvertyr C-dur, BeRI 37
- [Ouvertyr] G-dur, BeRI 38
- Introdution/Sinfonia till ”Bröllopsmusik” (HRV 600) F-dur, BeRI 39
- (Sinfonia [Ouvertyr] B♭-dur, BeRI 41 är ett verk av Händel)
- Introduzzione [Ouvertyr] g-moll, BeRI 42
- Ouvertyr g-moll, BeRI 43

#### Konserter
- Oboekonsert B♭-dur, BeRI 46
- (Konsert g-moll, BeRI 47 är ett verk av Geminiani
- Violinkonsert D-dur, BeRI 48
- Violinkonsert d-moll, BeRI 49
- Violinkonsert Ess-dur, BeRI 50
- Violinkonsert f-moll, BeRI 52
- Konsert för oboe d'amore D-dur, BeRI 53
- Flöjtkonsert G-dur

#### Övrig orkestermusik
- Två orkestersatser F-dur, BeRI 10,5
- Introduzzione e-moll, BeRI 44
- Sats D-dur, BeRI 60
- Två orkestersatser d-moll, BeRI 104
- Marsch/Vivace C-dur (ofullbordad), BeRI 127
- Två satser [menuetter] D-dur, BeRI 241

#### Utkast och fragment
- Satser (delar av sats) C-dur, BeRI 54
- Satser e-moll (Skisser), BeRI 56
- Satser F-dur (Skisser), BeRI 126
- Sats G-dur (Skisser), BeRI 130
- Fragment av Sats D-dur, BeRI F4
- Fragment av Sats g-moll, BeRI F7

### B. Triosonater

#### Triosonater för 2 violiner och b.c.
- Sonata à 3 h-moll, BeRI 106
- Sonata à 3 A-moll, BeRI 107
- Sonata à 3 D-dur, BeRI 108
- Adagio d-moll, BeRI 108,5
- Sonata à 3 fiss-moll, BeRI 109
- Sonata à 3 C-dur, BeRI 110
- Sonata à 3 D-dur, BeRI 111
- Sonata à 3 B♭-dur, BeRI 112
- Sonata à 3 G Moll, BeRI 113
- Sonata à 3 A-dur, BeRI 114
- Sonata à 3 c-moll, BeRI 115
- Sonata à 3 C-dur, BeRI 116 (äktheten ifrågasatt)
- Sonata à 3 c-moll, BeRI 117
- (Sonata à 3 C-dur, BeRI 118 av Graun?)
- Sonata à 3 F-dur, BeRI 119
- Sonata à 3 f-moll, BeRI 120
- Sonata [à 3] G-dur (ofullbordad), BeRI 121
- (Sonata à 3 E-dur, BeRI 123 av Sammartini?)
- Sonata à 3 E-dur, BeRI 124

#### Triosonater för violin, violoncell och b.c.
- Sonata à 3 e-moll, BeRI 105
- Sonata [à 3] d-moll (ofullbordad), BeRI 122

#### Utkast och fragment
- Sats h-moll (utkast), BeRI 131
- Fragment av Sats F-dur, BeRI F6

### C.I. Soloinstrument med b.c.

#### Verk med flera satser
- Tolv sonater à flauto traverso, violin och cembalo (Stockholm 1727)
  - Sonat I G-dur, BeRI 201
  - Sonat II D-dur, BeRI 202
  - Sonat III c-moll, BeRI 203
  - Sonat IV G-dur, BeRI 204
  - Sonat V e-moll, BeRI 205
  - Sonat VI h-moll, BeRI 206
  - Sonat VII G-dur, BeRI 207
  - Sonat VIII A-dur, BeRI 208
  - Sonat IX C-dur, BeRI 209
  - Sonat X e-moll, BeRI 210
  - Sonat XI g-moll, BeRI 211
  - Sonat XII D-dur, BeRI 212

#### Enskilda satser
- Violinsonat A-dur, BeRI 214
- (Violinsonat e-moll (ofullbordad), BeRI 216 (delvis oäkta)
- Violinsonat D-dur, BeRI 219
- Violinsonat A-dur (ofullbordad?), BeRI 220
- Violinsonat F-dur, BeRI 221
- (Violinsonat d-moll, BeRI 222 av Vivaldi?)
- Sonat g-moll, BeRI 224
- Violinsonat C-dur, BeRI 237
- Sonat a-moll, BeRI 238
- Satssvit [Sonat] g-moll (ofullbordad), BeRI 244
- Sats G-dur, BeRI 247
- Sats D-dur (ofullbordad), BeRI 249
- Sats E-dur (ofullbordad), BeRI 253
- Largo F-dur, BeRI 254

#### Utkast och fragment
- Satser e-moll (utkast), BeRI 240
- Fragment av Sats e-moll, BeRI F2
- Fragment av Sats f-moll, BeRI F11

### C.II. Två soloinstrument
- Duo för violiner a-moll, BeRI 239
- Satser A-dur, BeRI 239,5
- Sats [Canon à 2] d-moll, BeRI 255

### C.III. Klavermusik

#### Verk med flera satser
- Sonat C-dur, BeRI 215
- Tolv sonater (Sviter)
  - Sonat (Svit) Ess-dur, BeRI 225
  - Sonat (Svit) D-dur, BeRI 226
  - Sonat (Svit) G-dur, BeRI 227
  - Sonat (Svit) D-dur, BeRI 228
  - Sonat (Svit) g-moll, BeRI 229
  - Sonat (Svit) B♭-dur, BeRI 230
  - Sonat (Svit) F-dur, BeRI 231
  - Sonat (Svit) A-dur, BeRI 232
  - Sonat (Svit) d-moll, BeRI 233
  - Sonat (Svit) h-moll, BeRI 234
  - Sonat (Svit) f-moll, BeRI 235
  - Sonat (Svit) e-moll, BeRI 236

#### Enskilda satser
- Sats A-moll, BeRI 245
- Aria G-dur, BeRI 246
- Preludium A-dur, BeRI 251
- Allegro c-moll, BeRI 256
- Menuett d-moll, BeRI 261
- Menuett d-moll, BeRI 262
- Menuett F-dur, BeRI 263
- Menuett F-dur, BeRI 264
- Elva menuetter, BeRI 265–275

#### Utkast och fragment
- Fragment av Sats c-moll, BeRI F10

### D. Soloviolin (utan b.c.)

#### Verk med flera satser
- Assaggio A-dur, BeRI 301
- [Assaggio] B♭-dur, BeRI 302
- [Assaggio] C-dur, BeRI 303
- Fragment av Sats D-dur, BeRI 304
- Två satser [delar av Assaggio?] E-dur, BeRI 305
- [Assaggio] F-dur, BeRI 306
- [Assaggio] G-dur, BeRI 307
- (marks present Movementsuites), BeRI 308–309
- [Assaggio] c-moll, BeRI 310
- [Assaggiol d-moll, BeRI 311
- [Assaggiol e-moll, BeRI 312
- [Assaggio] fiss-moll, BeRI 313
- Assaggio g-moll, BeRI 314
- (marks present Movementsuites), BeRI 315–316
- [Assaggio] A-dur, BeRI 317
- Sats G-dur (del av Assaggio?), BeRI 318
- Sats E-dur (del av Assaggio?), BeRI 319
- [Assaggio] g-moll, BeRI 320
- [Ouvertyr], BeRI 321
- Ouvertyr Ess-dur, BeRI 322
- [Assaggio] A-moll, BeRI 323
- [Assaggio] h-moll, BeRI 324

#### Enskilda satser
- Sats D-dur, BeRI 328
- Sats Ess-dur, BeRI 329
- Sats Ess-dur, BeRI 330
- Sats D flat-dur, BeRI 331
- Sats A-dur, BeRI 332
- Sats A-dur, BeRI 333
- Sats ess-moll, BeRI 334
- Sats ess-moll, BeRI 335
- Sats g-moll, BeRI 336
- Sats A-dur, BeRI 337
- Sats A-moll, BeRI 338
- Sats c-moll, BeRI 339
- Sats c-moll, BeRI 340
- Sats [G-dur], BeRI 341
- Sats [B♭-dur], BeRI 342
- Sats d-moll, BeRI 343
- Sats B♭-dur, BeRI 344
- Sats Ess-dur, BeRI 345
- Sats e-moll, BeRI 346
- Fuga e-moll, BeRI 347
- Sats F-dur, BeRI 348
- Sats C-dur, BeRI 349
- Sats a-moll, BeRI 350

#### Fragment
- Fragment av Sats C-dur, BeRI F1
- Fragment av Sats c-moll, BeRI F9

### Appendix 1. Tvivelaktiga verk
- Sinfonia G-dur, BeRI 20
- Konsert B♭-dur, BeRI 45
- Sats A-moll, BeRI 57
- Allegro [Fuga] G-dur, BeRI 58
- Sats [Fuga] g-moll, BeRI 61
- Sats g-moll, BeRI 62
- Sonata à 3/Sinfonia D-dur, BeRI 125
- [Chaconne?] E-dur, BeRI 242
- Sats G-dur (ofullbordad), BeRI 248
- Sats [Preludium?] A-dur, BeRI 252
- Satssvit F-dur (utkast), BeRI 325
- Giga F-dur (utkast), BeRI 325,5
- Satssvit [Sonata da camera?] f-moll, BeRI 327
- Fragment av Largo g-moll, BeRI F8

### Appendix 2. Troligen inte äkta verk
- Åtta menuetter, BeRI 1,5
- Sinfonia C-dur, BeRI 18
- Sinfonia (Två orkestersatser) A-dur g-moll, BeRI 31
- Sinfonia till ”Cantata vid Ny-Året 1754” G-dur, BeRI 36
- Sinfonia/Ouvertyr F-dur, BeRI 40
- Violinkonsert Ess-dur, BeRI 51
- Sonata à tré g-moll, BeRI 101
- Sonata D-dur (ofullbordad), BeRI 213
- Sonata e-moll, BeRI 217
- Sonata e-moll, BeRI 218
- Sonata B♭-dur, BeRI 223
- Allegro och Allemande d-moll, BeRI 243
- Sats A-dur (ofullbordad), BeRI 250
- Två satser för soloviolin g-moll, BeRI 326
- Nio satser, BeRI 351–359
- Sats F-dur, BeRI 360
- Fragment av Allegro D-dur, BeRI F3

### Appendix 3. Ej klassificerade verk
- Allegro G-dur (ofullbordad), BeRI 59
- Allegro C-dur (ofullbordad), BeRI 128
- Sats C-dur (ofullbordad), BeRI 129
- Fragment av Sats A-dur, BeRI F5

## Verk sorterade efter BeRI-nummer

### BeRI-nummer
| 1       | ”Golovin-musiken”, Svit för orkester                                   |
| 1,5     | Åtta menuetter                                                         |
| 2       | ”Drottningholmsmusiken”, Svit för orkester                             |
| 2,5     | [Svit] för orkester D-dur                                              |
| 3       | Sinfonia/Svit för orkester E-dur                                       |
| 4       | Svit (Svitsatser) för orkester F-dur                                   |
| 5       | Ouvertyr [Svit] för orkester F-dur                                     |
| 6       | Svit för orkester d-moll                                               |
| 7       | Svit g-moll för orkester (”Sjukmans Musique”)                          |
| 8       | Partita för orkester [Svit] c-moll                                     |
| 8:2X    | ?                                                                      |
| 9       | Sinfonia G-dur                                                         |
| 9:2X    | Utkast till version av en sats                                         |
| 10      | Sinfonia F-dur                                                         |
| 10,5    | Två orkestersatser F-dur                                               |
| 11      | Sinfonia B♭-dur                                                        |
| 12      | Sinfonia D-dur                                                         |
| 13      | Sinfonia C-dur                                                         |
| 14      | Sinfonia D-dur                                                         |
| 15      | Sinfonia G-dur                                                         |
| 16      | Sinfonia A-dur                                                         |
| 17      | Sinfonia [Ouvertyr] F-dur                                              |
| 18      | Sinfonia C-dur                                                         |
| 19      | Sinfonia G-dur                                                         |
| 20      | Sinfonia G-dur                                                         |
| 21      | Svit/Sinfonia G-dur                                                    |
| 22      | Sinfonia e-moll                                                        |
| 23      | Sinfonia D-dur                                                         |
| 24      | Sinfonia D-dur                                                         |
| 25      | Konsert [Svit] D-dur                                                   |
| 26      | Sinfonia A-dur                                                         |
| 27      | Sinfonia d-moll                                                        |
| 28      | Sinfonia B♭-dur                                                        |
| 29      | Sinfonia/Ouvertyr B♭-dur                                               |
| 30      | Sinfonia/Ouvertyr g-moll                                               |
| 31      | Sinfonia (Två orkestersatser) A-dur g-moll                             |
| 32      | Ouvertyr till ”Festa musicale” F-dur (1725)                            |
| 33      | Sinfonia [Ouvertyr] till ”Freudige Bewillkommung” D-dur (1726)         |
| 34      | Sinfonia [Ouvertyrl till ”Cantata zu einer Taffel Music” D-dur (1727)  |
| 35      | Introduzzione [Ouvertyr] till Kantat F-dur (1731)                      |
| 36      | Sinfonia till ”Cantata vid Ny-Året 1754” G-dur                         |
| 37      | Ouvertyr för orkester C-dur                                            |
| 38      | [Ouvertyr] för orkester G-dur                                          |
| 39      | Introduttione/Sinfonia till ”Bröllopsmusik” F-dur                      |
| 40      | Sinfonia/Ouvertyr F-dur                                                |
| 41      | Sinfonia [Ouvertyr] B♭-dur                                             |
| 42      | Introduzzione [Ouvertyr] för orkester g-moll                           |
| 43      | Ouvertyr för orkester g-moll                                           |
| 44      | Introduzzione för orkester e-moll                                      |
| 45      | Konsert B♭-dur                                                         |
| 46      | Konsert B♭-dur                                                         |
| 47      | Konsert g-moll                                                         |
| 48      | Konsert [för soloviolin] D-dur                                         |
| 49      | Konsert [för soloviolin] d-moll                                        |
| 50      | Konsert för soloviolin Ess-dur                                         |
| 51      | Konsert för soloviolin Ess-dur                                         |
| 52      | Konsert/Partita [för soloviolin] f-moll                                |
| 53      | Konsert för oboe d'amore D-dur                                         |
| 54      | Satser (delar av sats) för orkester C-dur                              |
| 55      | Satser för orkester G-dur/e-moll (Utkast)                              |
| 56      | Satser för orkester e-moll (Utkast)                                    |
| 57      | Satser a-moll                                                          |
| 58      | Allegro [Fuga] G-dur                                                   |
| 59      | Allegro G-dur (ofullbordad)                                            |
| 60      | Sats för orkester D-dur                                                |
| 61      | Sats [Fuga] g-moll                                                     |
| 62      | Sats g-moll                                                            |
| 99–100  | ?                                                                      |
| 101     | Sonata à tré g-moll                                                    |
| 102     | [Svit] B♭-dur                                                          |
| 103     | [Svit] d-moll                                                          |
| 104     | Två orkestersatser d-moll                                              |
| 105     | Sonata à 3 för violin, violoncell och b.c. e-moll                      |
| 106     | Sonata à 3 för 2 violiner och b.c. h-moll                              |
| 107     | Sonata à 3 för 2 violiner och b.c. a-moll                              |
| 108     | Sonata à 3 för 2 violiner och b.c. D-dur                               |
| 108,5   | Adagio för 2 violiner och b.c. d-moll                                  |
| 109     | Sonata à 3 för 2 violiner och b.c. fiss-moll                           |
| 110     | Sonata à 3 för 2 violiner och b.c. C-dur                               |
| 111     | Sonata à 3 för 2 violiner och b.c. D-dur                               |
| 112     | Sonata à 3 för 2 violiner och b.c. B♭-dur                              |
| 113     | Sonata à 3 för 2 violiner och b.c. g-moll                              |
| 114     | Sonata à 3 för 2 violiner och b.c. A-dur                               |
| 115     | Sonata à 3 för 2 violiner och b.c. c-moll                              |
| 116     | Sonata à 3 för 2 violiner och b.c. C-dur                               |
| 117     | Sonata à 3 för 2 violiner och b.c. c-moll                              |
| 118     | Sonata à 3 för 2 violiner och b.c. C-dur                               |
| 119     | Sonata à 3 för 2 violiner och b.c. F-dur                               |
| 120     | Sonata à 3 för 2 violiner och b.c. f-moll                              |
| 121     | Sonata [à 3] för 2 violiner och b.c. G-dur (ofullbordad)               |
| 122     | Sonata [à 3] för violin, violoncell och b.c. d-moll (ofullbordad)      |
| 123     | Sonata à 3 för 2 violiner och b.c. E-dur                               |
| 124     | Sonata à 3 för 2 violiner och b.c. E-dur                               |
| 125     | Sonata à 3/Simphonia D-dur                                             |
| 126     | Satser för orkester F-dur (Utkast)                                     |
| 127     | Marsch/Vivace för orkester C-dur (ofullbordad)                         |
| 128     | Allegro C-dur (ofullbordad)                                            |
| 129     | Sats C-dur (ofullbordad)                                               |
| 130     | Sats för orkester G-dur (Utkast)                                       |
| 131     | Sats h-moll (Utkast)                                                   |
| 201–212 | Tolv sonater för flöjt, tvärflöjt, violin och cembalo (Stockholm 1727) |
| 201     | Sonat I, G-dur                                                         |
| 202     | Sonat II, D-dur                                                        |
| 203     | Sonat III, c-moll                                                      |
| 204     | Sonat IV, G-dur                                                        |
| 205     | Sonat V, e-moll                                                        |
| 206     | Sonat VI, h-moll                                                       |
| 207     | Sonat VII, G-dur                                                       |
| 208     | Sonat VIII, A-dur                                                      |
| 209     | Sonat IX, C-dur                                                        |
| 210     | Sonat X, e-moll                                                        |
| 211     | Sonat XI, g-moll                                                       |
| 212     | Sonat XII, D-dur                                                       |
| 213     | Sonat D-dur (ofullbordad)                                              |
| 214     | Sonata [för] soloviolin och b.c. A-dur                                 |
| 215     | Sonat för klaverinstrument C-dur                                       |
| 216     | Sonat e-moll (ofullbordad)                                             |
| 217     | Sonat e-moll                                                           |
| 218     | Sonat e-moll                                                           |
| 219     | Sonat D-dur                                                            |
| 220     | [Sonata] A-dur (ofullbordad?)                                          |
| 221     | Sonat F-dur                                                            |
| 222     | Sonat d-moll                                                           |
| 223     | Sonat B♭-dur                                                           |
| 224     | Sonat g-moll                                                           |
| 225–236 | Tolv sonater för klaverinstrument (Sviter)                             |
| 225     | Sonat (Svit) för klaverinstrument Ess-dur                              |
| 226     | Sonat (Svit) för klaverinstrument D-dur                                |
| 227     | Sonat (Svit) för klaverinstrument G-dur                                |
| 228     | Sonat (Svit) för klaverinstrument D-dur                                |
| 229     | Sonat (Svit) för klaverinstrument g-moll                               |
| 230     | Sonat (Svit) för klaverinstrument B♭-dur                               |
| 231     | Sonat (Svit) för klaverinstrument F-dur                                |
| 232     | Sonat (Svit) för klaverinstrument A-dur                                |
| 233     | Sonat (Svit) för klaverinstrument d-moll                               |
| 234     | Sonat (Svit) för klaverinstrument h-moll                               |
| 235     | Sonat (Svit) för klaverinstrument f-moll                               |
| 236     | Sonat (Svit) för klaverinstrument e-moll                               |
| 237     | Sonat C-dur                                                            |
| 238     | Sonat a-moll                                                           |
| 239     | Duett a-moll                                                           |
| 239,5   | Sats A-dur                                                             |
| 240     | Satser e-moll (Utkast)                                                 |
| 241     | Två satser [menuetter] för orkester D-dur                              |
| 242     | [Chaconne?] E-dur                                                      |
| 243     | Allegro och Allemande d-moll                                           |
| 244     | Satssvit [Sonat] g-moll (ofullbordad)                                  |
| 245     | Sats för klaverinstrument a-moll                                       |
| 246     | Aria för klaverinstrument G-dur                                        |
| 247     | Sats G-dur                                                             |
| 248     | Sats G-dur (ofullbordad)                                               |
| 249     | Sats D-dur (ofullbordad)                                               |
| 250     | Sats A-dur (ofullbordad)                                               |
| 251     | Preludium för klaverinstrument A-dur                                   |
| 252     | Sats [Preludium?] A-dur                                                |
| 253     | Sats E-dur (ofullbordad)                                               |
| 254     | Largo F-dur                                                            |
| 255     | Sats [Canon à 2] d-moll                                                |
| 256     | Allegro för klaverinstrument c-moll                                    |
| 257–260 | ej använda BeRI-nummer                                                 |
| 261     | Menuett för klaverinstrument d-moll                                    |
| 262     | Menuett för klaverinstrument d-moll                                    |
| 263     | Menuett för klaverinstrument F-dur                                     |
| 264     | Menuett för klaverinstrument F-dur                                     |
| 265–275 | Elva menuetter för klaverinstrument                                    |
| 301     | Assaggio för soloviolin A-dur                                          |
| 302     | [Assaggio] för soloviolin B♭-dur                                       |
| 303     | [Assaggio] för soloviolin C-dur                                        |
| 304     | Fragment av Sats för soloviolin D-dur                                  |
| 305     | Två satser [del av Assaggio?] för soloviolin E-dur                     |
| 306     | [Assaggio] för soloviolin F-dur                                        |
| 307     | [Assaggio] för soloviolin G-dur                                        |
| 308–309 | Satssviter för soloviolin                                              |
| 310     | [Assaggio] för soloviolin c-moll                                       |
| 311     | [Assaggio] för soloviolin d-moll                                       |
| 312     | [Assaggio] för soloviolin e-moll                                       |
| 313     | [Assaggio] för soloviolin fiss-moll                                    |
| 314     | Assaggio för soloviolin g-moll                                         |
| 315–316 | Satssviter för soloviolin                                              |
| 317     | [Assaggio] för soloviolin A-dur                                        |
| 318     | Sats för soloviolin G-dur (del av Assaggio?)                           |
| 319     | Sats för soloviolin E-dur (del av Assaggio?)                           |
| 320     | [Assaggio] för soloviolin g-moll                                       |
| 321     | [Ouvertyr för soloviolin]                                              |
| 322     | Ouvertyr för soloviolin Ess-dur                                        |
| 323     | [Assaggio] för soloviolin a-moll                                       |
| 324     | [Assaggio] för soloviolin h-moll                                       |
| 325     | Satssvit F-dur (Utkast)                                                |
| 325,5   | Giga F-dur (Utkast)                                                    |
| 326     | Två satser g-moll                                                      |
| 327     | Satssvit [Sonata da camera?] f-moll                                    |
| 328     | Sats för soloviolin D-dur                                              |
| 329     | Sats för soloviolin Ess-dur                                            |
| 330     | Sats för soloviolin Ess-dur                                            |
| 331     | Sats för soloviolin Dess-dur                                           |
| 332     | Sats för soloviolin A-dur                                              |
| 333     | Sats för soloviolin A-dur                                              |
| 334     | Sats för soloviolin ess-moll                                           |
| 335     | Sats för soloviolin ess-moll                                           |
| 336     | Sats för soloviolin g-moll                                             |
| 337     | Sats för soloviolin A-dur                                              |
| 338     | Sats för soloviolin a-moll                                             |
| 339     | Sats för soloviolin c-moll                                             |
| 340     | Sats för soloviolin c-moll                                             |
| 341     | Sats för soloviolin [G-dur]                                            |
| 342     | Sats för soloviolin [B-dur]                                            |
| 343     | Sats för soloviolin d-moll                                             |
| 344     | Sats för soloviolin B♭-dur                                             |
| 345     | Sats för soloviolin Ess-dur                                            |
| 346     | Sats för soloviolin e-moll                                             |
| 347     | Fuga för soloviolin e-moll                                             |
| 348     | Sats för soloviolin F-dur                                              |
| 349     | Sats för soloviolin C-dur                                              |
| 350     | Sats för soloviolin a-moll                                             |
| 351–359 | Nio satser                                                             |
| 360     | Sats F-dur                                                             |

### Fragment
| F1  | Fragment av Sats för soloviolin C-dur        |
| F2  | Fragment av Sats e-moll                      |
| F3  | Fragment av Allegro D-dur                    |
| F4  | Fragment av Sats för orkester D-dur          |
| F5  | Fragment av Sats A-dur                       |
| F6  | Fragment av Sats F-dur                       |
| F7  | Fragment av Sats för orkester g-moll         |
| F8  | Fragment av Largo g-moll                     |
| F9  | Fragment av Sats för soloviolin c-moll       |
| F10 | Fragment av Sats för klaverinstrument c-moll |
| F11 | Fragment av Sats f-moll                      |

## HRV-förteckningen (vokalverk)
- HRV 400 Beati omnes
- HRV 401 Jubilate ..... Jubilate: Psalm 100
- HRV 403 Kröningsmusiken 1751
- HRV 404 Jubilate: Psalm 100 ..... Kyrie ..... Svenska mässan
- HRV 405 Te Deum (O Gud vi love dig)
- HRV 500 Besinner dock att Herren förer sina heliga
- HRV 501 Förnimmer att Herren är Gud, ..... Gud vi förbida dina godhet ..... Gud vi förbide dina godhet,
- HRV 503 Herre hvi träder du så långt ifrån
- HRV 504 Herrens ord är sannfärdigt
- HRV 505 Hjälp Herre de heliga äro förminskade
- HRV 506 Jag vill göra dig utkoradan
- HRV 507 Lover Herren alla hedningar
- HRV 509 Sjunger Herranom en ny visa
- HRV 510 Säll är den som Herren fruktar
- HRV 511 Tacker Herranom sjunger om honom
- HRV 512 skiss/fragment av vokalverk
- HRV 513 Önska Jerusalem lycka
- HRV 600 Bröllopsmusik ..... I eder bästa
- HRV 601 sats D-dur
- HRV 603 Wehrtes Cassel deine ruhe
- HRV 604 Statt upp, du trogna folk
- HRV 605 Varelse som utan dagar
- HRV 700 Befalla Herranom din väg ..... Befalla Herranom din väg... ..... Inledning [a 3] A-dur
- HRV 701 Hav dina lust i Herranom ..... Så älskade Gud världena
- HRV 702 Herre Gud Sebaot ..... Väl är det folket
- HRV 703 Hör mig när jag ropar
- HRV 704 Du hala lycka ..... I lyckans blinda dårar
- HRV 705 Jag tackar Herranom av allo hjärta ..... Jag tackar Herranom av allo hjärta, ..... Jag tackar Herranom... ..... Såsom hjorten ropar... ..... Tacker Herranom ty han är mild,
- HRV 706 Ho är en sådana Gud, ..... Jag tröstar däruppå ..... Jag tröstar däruppå, ..... Jag vill lova Herren i... ..... Lova Herren min själ, ..... Vilken är den som ett gott levande begärer
- HRV 707 Jag vill prisa Guds ord
- HRV 708 Jorden är Herrens ..... Jorden är Herrens "alla Corelli"
- HRV 709 Hjärteliga kär haver jag dig Herre ..... Jag tackar Herranom av allo hjärta, ..... Lova Herren min själ ..... Lova Herren min själ, ..... Lovad vare Herren dagliga ..... Lover Herren i hans änglar ..... Vad är emot din makt
- HRV 710 Lovad vare Herren dagliga ..... Lovad vare Herren dagliga,
- HRV 711 Mitt hjärta är redo Gud
- HRV 712 Sjunger Herranom en ny visa.
- HRV 713 Tacker Herranom sjunger om honom
- HRV 714 Te Deum (Dig vi love o Gud)
- HRV 715 Vår själ väntar efter Herranom
- HRV 800 Ack förlåt mig mina synder
- HRV 801 Ack huru ljuvligit är.
- HRV 802 Ack huru säll är den
- HRV 803 Allt far undan och flyr ..... Allt far undan och flyr ..... Går solen ned
- HRV 804 Att ju hos oss blomstrar frid ..... Att ju menlösheten har ..... Att ju mången har i dag ..... Att ju mången..En ädelmodig..Skicklighet ej till.. ..... Den är lycklig född till världen ..... Hjärteliga kär haver jag dig Herre
- HRV 806 Böljorna bullra och gny ..... Böljorna bullra och gny... ..... Gud alla härars Gud ..... Herren är min herde, ..... Jag tröstar däruppå, ..... Jag vet att min förlossare lever...
- HRV 808 De Menschen heeft ..... My books my gardens fields and fare
- HRV 809 De som hoppas uppå Herren ..... De som hoppas uppå Herren, ..... Ho kan uttala Herrens dråpeliga gärningar,
- HRV 810 De som redeliga för sig vandrat ..... De som redeliga för sig vandrat... ..... De som redeliga... ..... Skapa i mig ett rent hjärta ..... Så älskade Gud världena
- HRV 812 Det är ett kosteligt ting ..... Det är ett kosteligt ting ..... Det är ett kosteligt ting, ..... Hjärteliga haver jag dig kär, ..... Skapa i mig Gud ett rent hjärta
- HRV 813 Det är min glädje ..... Det är min glädje, ..... Herren är min herde,
- HRV 814 Dettere diri liri la diri
- HRV 815 Du hala lycka ..... Du hala lycka hvad är åt
- HRV 816 Du kära dag som blänker opp
- HRV 817 Då natten allra mörkast är ..... Går solen ned ..... Later,huxa dig om
- HRV 819 Efter en ilande blåst ..... Herre du är min tröst
- HRV 820 Efter nu de elände
- HRV 821 Att ju mången..En ädelmodig..Skicklighet ej till.. ..... En ädelmodig själ ..... En ädelmodig själ ..... Mitt hjärta rörs av fröjd
- HRV 822 Enfin dans cet horrible gouffre ..... Enfin dans cet horrible gouffre ..... Hvad var en Styrmans Kunst
- HRV 823 Ett lugn jag äntlig finner
- HRV 824 Ett lugn jag äntlig finner
- HRV 825 Fast Inders ståt ..... Vad står till råds ..... Vad tänken I
- HRV 827 For the few hours of life
- HRV 828 Den är lycklig född till världen ..... Födas,gråta ..... Äta litet dricka vatten
- HRV 829 Gud alla härars Gud ..... Min levnadsdag du alla dagars plåga
- HRV 830 Gud jag tror att jag din nåde
- HRV 831 Gud mitt ropande...När som i förriga tid ..... Gud mitt ropande hör.
- HRV 832 Gud är vår tillflykt ..... Gud är vår tillflykt... ..... Herre du är min tröst ..... Jag fröjdar mig och är glad i dig ..... Jag tackar Herranom...
- HRV 833 Går solen ned
- HRV 834 Habet omnis hoc voluptas ..... Habet omnis hoc voluptas ..... sats D-dur
- HRV 835 Hade ej Israels Gud ..... Hade ej Israels Gud, ..... Hade ej Israels Gud.
- HRV 836 Han skall låta regna
- HRV 837 Herre du är min tröst ..... Vad är emot din makt...
- HRV 838 Herre mitt hopp.
- HRV 839 Herre nu låter du din tjänare
- HRV 840 Herre när jag dig haver ..... Herre när jag dig haver,
- HRV 841 Allt far undan och flyr ..... Herre när jag tänker huru du ..... Såsom hjorten ropar,
- HRV 842 Herre när jag tänker huru du
- HRV 843 Fra quante vicende, ur Op.L'eroe chinese ..... Herre när jag tänker huru du
- HRV 844 Herren lever och lovad vare min tröst ..... Herren är min starkhet och min sköld, ..... Jag vill prisa Guds ord
- HRV 845 Herren lever och lovad vare min tröst ..... Herren lever och lovad vare min tröst
- HRV 846 Herren lover av himlen
- HRV 847 Herren lover uti ..... Herren lover uti
- HRV 848 Herren skall döma
- HRV 849 Herren är konung ..... Herren är konung,
- HRV 850 Herren är min herde
- HRV 851 Herren är min starkhet och lovsång ..... Herren är min starkhet och lovsång ..... Herren är min starkhet och min sköld
- HRV 852 Herren är rättfärdig
- HRV 853 Herren lover uti, ..... Herrens heliga namn ..... Herrens heliga namn,
- HRV 854 Det är ju rosor vad som pläga ..... Herre när jag dig haver ..... Hjärteliga haver jag dig kär, ..... Hjärteliga kär haver jag dig Herre ..... Jag fröjdar mig och är glad
- HRV 855 Ho kan uttala Herrens dråpeliga gärningar,
- HRV 856 Ho är en sådana Gud ..... Ho är en sådana Gud, ..... Ho är en sådana Gud...
- HRV 857 Hosper kyathizus ..... Min andakt skynda dig
- HRV 858 Hur ljuvt hur angenämt
- HRV 859 Herre Gud Sebaot ..... Herren är konung ..... Huru stor är din godhet ..... Huru stor är din godhet,
- HRV 860 Hvad var en Styrmans Kunst ..... Hvad var en Styrmans Kunst (s.36) ..... My books my gardens fields and fare
- HRV 861 Hvi är du dyre ti så snar ..... Hvi är du dyre tid så snar
- HRV 862 Hvi är du dyre (ädle) tid så snar ..... Hvi är du dyre tid så snar ..... Hvi är du ädla tid så snar
- HRV 863 Hör mig när jag ropar ..... Hör mig när jag ropar,
- HRV 864 I dino ljuse Herre se vi ljus, ..... Låt glädja sig alla dem,
- HRV 865 Enfin dans cet horrible gouffre ..... I envy not Sir Courtly Nice ..... My books my gardens fields and fare
- HRV 866 I fåglar, vilda djur ..... Min andakt skynda dig ..... Mitt hjärta rörs av fröjd
- HRV 867 Ihr Augen worzu nutzt ihr mir
- HRV 868 Jag fröjdar mig och är glad ..... Jag fröjdar mig och är glad i dig ..... Såsom hjorten ropar efter friskt vatt'n
- HRV 869 Jag förtröstar på Herren ..... Jag förtröstar på Herren
- HRV 870 Jag haver sett en ogudaktig,
- HRV 871 Jag håller det före, ..... Jag håller det så före
- HRV 873 Herrens heliga namn, ..... Jag skall prisa dig ..... Jag skall prisa dig,
- HRV 874 De som redeliga för sig vandrat... ..... Guds stad varder uppfylld... ..... Jag fröjdar mig och är glad ..... Jag skämmes icke vid Christi evangelium
- HRV 875 Jag tackar Herranom av allo hjärta ..... Jag tackar Herranom av allo hjärta, ..... Tacker Herranom ty han är mild,
- HRV 876 Jag tröstar däruppå
- HRV 877 Jag vet att min förlossare lever ..... Jag vet att min förlossare lever... ..... Mitt hjärta är redo Gud ..... Så älskade Gud världena ..... Vilken är den som ett gott levande begärer
- HRV 878 De som hoppas uppå Herren, ..... Jag vill upphöja dig min Gud, ..... Jag vill upphöja dig min Gud.
- HRV 879 Je sors enfin
- HRV 880 Jesu låt min arma själ
- HRV 881 Kan äran i ett sinne trivas
- HRV 882 Kom tysta enslighet ..... Säg mig trogna herde var
- HRV 883 Konungen hoppas uppå Herren
- HRV 884 Kung är Herren.
- HRV 885 Habet omnis hoc voluptas ..... La ragion gli affetti ascolta
- HRV 886 Later, huxa dig om ..... Later,huxa dig om
- HRV 887 Lova din Herre och Gud
- HRV 888 Låt glädja sig ..... Låt glädja sig alla dem,
- HRV 889 Låt jord ditt lov med sång uppgå, ..... Låt jord ditt lov med sång uppgå.
- HRV 890 Mà tu sorda
- HRV 891 Gud jag vill sjunga om din makt ..... Guds stad varder uppfylld ..... Men jag vill sjunga om din makt ..... Men jag vill sjunga om din makt,
- HRV 892 Mes yeux, mes inutiles yeux
- HRV 893 Min andakt skynda dig ..... Min andakt skynda dig ..... Mitt hjärta rörs av fröjd ..... O say what is that thing called light
- HRV 894 Min Daphnis dig vill jag till svar
- HRV 895 Betänk hur sällt och ljufligt är ..... Min levnadsdag du alla dagars plåga ..... Min levnadsdag du alla dagars plåga ..... Min levnadsdag du alla dagars plåga
- HRV 896 Jag haver sett en ogudaktig, ..... Min själ väntar,
- HRV 897 Mitt hjärta rörs av fröjd ..... Mitt hjärta rörs av fröjd
- HRV 898 Märker dock i galne bland folket, ..... Märker dock I galne bland folket.
- HRV 899 Nu i skuggans tid
- HRV 900 De som redeliga för sig vandrat ..... När alla skapade ting
- HRV 901 Gud mitt ropande... När som i förriga tid ..... När som i förriga tid.
- HRV 902 Svenska mässan
- HRV 904 Jag skall prisa dig, ..... Om Herren icke med oss vore,
- HRV 905 Om sin stund Gud råda lät. ..... Om sin stund Gud råda lät
- HRV 906 Om tidens skiften himlen rår
- HRV 908 Piante amiche
- HRV 909 Herren lever och lovad vare min tröst
- HRV 910 Privo de' tuoi
- HRV 913 Sein eigen Herze fressen
- HRV 914 Si de ogudaktige spänna bågen
- HRV 917 Sjunger av innliga fröjd
- HRV 918 Sjunger Gudi gladeliga ..... Vår själ väntar efter Herranom
- HRV 919 Skall jag ej snart få solen se
- HRV 920 Du hala lycka ..... Skapa i mig Gud ett rent hjärta ..... Skapa i mig ett rent hjärta ..... Skapa i mig Gud ett rent hjärta ..... Skapa i mig Gud ett rent hjärta,
- HRV 921 Att ju mången..En ädelmodig..Skicklighet ej till.. ..... En ädelmodig själ
- HRV 922 Smaker och ser
- HRV 923 Om tidens skiften himlen rår
- HRV 924 Som klippan i det vilda hav ..... Visst behöves att man öves
- HRV 926 Så älskade Gud världena ..... Så älskade Gud världena...
- HRV 927 Så nu är intet fördömligit ..... Så är nu intet fördömligit ..... Så är nu intet fördömligit
- HRV 928 Så äro vi kvitte all jorderiks kvida
- HRV 929a Såsom hjorten ropar efter friskt vatt'n ..... Såsom hjorten ropar, ..... Tacker Herranom sjunger om honom
- HRV 929b Såsom hjorten ropar efter friskt vatt'n ..... Såsom hjorten ropar efter friskt vatt'n ..... Såsom hjorten ropar...
- HRV 931 Befalla Herranom din väg ..... Herren är min starkhet och min sköld, ..... Märker dock i galne bland folket, ..... Tacker Herranom ty han är mild ..... Tacker Herranom ty han är mild,
- HRV 932 Tu parti amato bene
- HRV 933 Ty Herren är god
- HRV 934 Täcka bräde
- HRV 936 Tänk, här är intet bestånd ..... Vad står till råds ..... Vad står till råds(s.94)
- HRV 937 Så äro vi kvitte all jorderiks kvida ..... Vad tänken I
- HRV 938 Böljorna bullra och gny... ..... Vad är emot din makt ..... Vad är emot din makt...
- HRV 939 Vare oss nådelig.
- HRV 940 Vederkvick mig genom dina nåd
- HRV 941 Svenska mässan
- HRV 942 Vi tacke dig o Gud
- HRV 942b Vi tacke dig o Gud
- HRV 943 Herren lever och lovad vare min tröst ..... Vilken är den som ett gott levande begärer ..... Vilken är den som ett gott levande begärer, ..... Vilken är den som ett gott levande begärer
- HRV 944 Vilken är som trädet fäller
- HRV 945 Då natten allra mörkast är ..... Visst behöves att man öves
- HRV 946 Vår frälserman och broder
- HRV 947 Du stora makt som allt kan styra
- HRV 949 Äta litet dricka vatten
- HRV B 1 Koraler
- HRV B 2 Koraler ..... Koraler till Pergolesis Stabat Mater
- HRV B 4 I tino ljuse, Herre, vi se ljus
- HRV B 5 Jesus Christus är upfaren
- HRV B 6 Lofver Herran I utkorada englar
- HRV B 8 The rättferdigas åminnelse ..... Utan en varder född
- HRV B 9 Tis my glory ...Per la gloria...
- HRV B 10 Herre Gud tu äst vår tilflykt
- HRV B 11 Himmelriket lider våld
- HRV B 12 Huru kiär hafver Herren folken
- HRV B 13 Är Gud allenast judarnas Gud
- HRV B 14 Crofts Burial Service ur Musica Sacra
- HRV B 15 Görer portarna vida
- HRV B 16 The rättferdigas åminnelse
- HRV B 17 Alle Herrans vägar äro godhet ..... At känna tig vår Gud
- HRV B 18 Herren lefver och lofvad vare ..... Te Deum
- HRV B 19 Ye nymphs & ye swains
- HRV B 20 Det är ju rosor ..... Det är ju rosor vad som pläga ..... Händels Passion nach B.H. Brockes
- HRV B 21 At känna tig vår Gud
- HRV B 22 Dixit ..... Efter din seger skall ditt folk ..... Kyrie ..... Leos Dixit ..... Till dess jag lägger dina fiender
- HRV B 23 Önskar Jerusalem lycko
- HRV B 24 I tino ljuse, Herre, vi se ljus ..... Then Helga Anda är Herran
- HRV B 25 Nu är vår Guds salighet
- HRV B 26 Oss är födder Frälsaren
- HRV B 32 Likväl skall Guds stad
- HRV B 33 Som hjorten ropar när han flyr
- HRV B 34 Guds stad varder uppfylld ..... Guds stad varder uppfylld...
- HRV B 35 Additionalarier/Vid Passions-Musiquen ..... Svenska mässan
- HRV B 36 Tänk, här är intet bestånd
- HRV B 37 Gud är mit hopp
- HRV B 39 Vi tacke tig, o Herre
- HRV B 40 Ära vare Gud i högdene
- HRV B 41 ..... O say what is that thing called light
- HRV C 1 Säg mig trogna herde var
- HRV C 2 Cantata vid Ny-Året 1754
- HRV C 3 Du hala lycka
- HRV C 4 Du stora makt som allt kan styra
- HRV C 5 Skall jag dölja i mitt bröst ..... Vad står till råds
- HRV C 6 Quando tramonta il sole
- HRV C 7 Med omsorg och möda
- HRV C 8 Så är nu intet fördömligit
- HRV C 9 Betänk hur sällt och ljufligt är
- HRV C 12 Man en skön ur Händels Acis och Galathea
- HRV C 14 Förnimmer att Herren är Gud,
- HRV C 15 Sjunger Gudi gladliga
- HRV C 16 Ach uptänd i själen
- HRV C 17 Fra quante vicende, ur Op.L'eroe chinese
- HRV C 18 Gud, din godhet

### Webbkällor
- Statens musikbibliotek – The Music Library of Sweden